# 希爾頓 (喬治亞州)
希爾頓（英語：Hilton）是位於美國喬治亞州厄爾利縣的一個非建制地區。該地的面積和人口皆未知。

## 地理
希爾頓的座標為31°16′49″N 85°03′55″W / 31.28028°N 85.06528°W，而該地的平均海拔高度為66米（即217英尺）。